# Aphanus dilatatus
Espèce
Aphanus dilatatus est une espèce fossile d'insectes de l'ordre des Hémiptères, du sous-ordre des Hétéroptères (punaises) de la famille des Rhyparochromidae, de la sous-famille des Rhyparochrominae, de la tribu des Gonianotini, dans le genre Aphanus.

## Classification

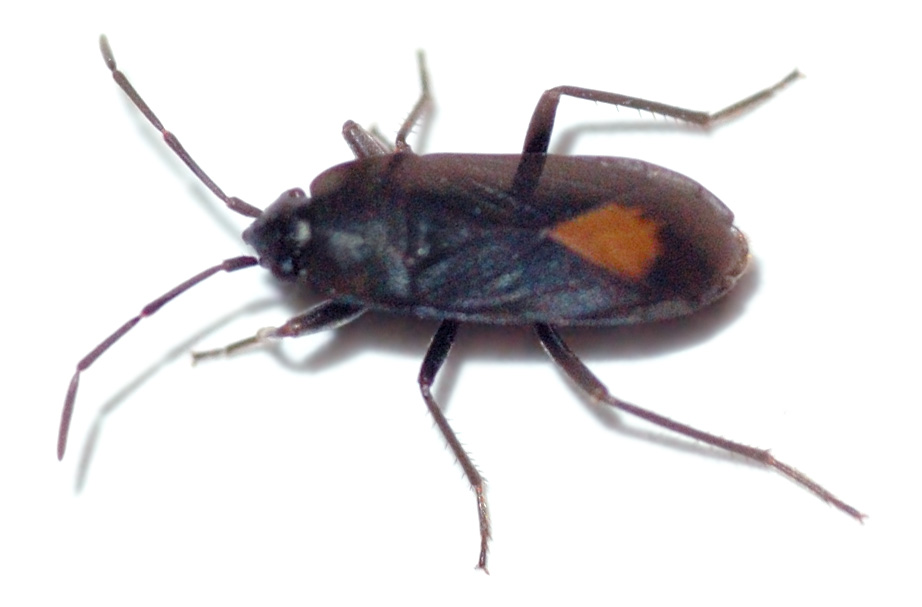
Aphanus rolandri espèce type sœur vivante.

L'espèce Aphanus dilatatus est décrite en 1937 par le paléontologue français Nicolas Théobald (1903-1981),. 

### Fossiles
Selon Paleobiology Database en 2023, cette espèce a trois collections de fossiles en France.

Cet holotype R 929, de l'ère Cénozoïque, et de l'époque Oligocène (33,9 à 23,03 Ma.) fait partie de la collection  du muséum de Paris, et vient du gisement de gypse d'Aix-en-Provence dans les Bouches-du-Rhône. 
Il a aussi des cotypes Am 136, 137, 128, 129, 130, 131, 133, 134, 135 provenant du même gisement. 

### Étymologie
L'épithète spécifique dilatatus signifie en latin « étendu ».

## Description

### Caractères
La diagnose de Nicolas Théobald 1937, : 

« Insecte noirâtre, antennes et ailes de teinte brune. Tête subtriangulaire, à peu près aussi longue que large ; yeux petits, arrondis, placés dans les angles postérieurs et touchant presque le pronotum ; antennes formées de 4 segments, le 1er article aussi long que la tête, les autres plus allongés, le 4° finement fusiforme. Pronotum large, déprimé, bord antérieur légèrement concave ; côtés droits, bord postérieur rectiligne ; scutellum large presque aussi long que le pronotum, subtriangulaire. Abdomen cylindrique, arrondi à l'apex. Pattes fortes, cuisses I renflées, les autres non renflées, tibia III cylindrique. Élytres dépassant légèrement l'extrémité de l'abdomen ; corie brune, membrane plus claire; nervation du g. Aphanus ; corie, scutellum, pronotum et tête couverts de ponctuations brunâtres. »

### Dimensions
La longueur totale du corps est de 7,5 mm. 

### Affinités
Cette espèce présente les caractères du genre Aphanus.
Elle est beaucoup plus petite et plus trapue que A. murchisonae Heer, mais plus grande que A. pulchellus et A. dryadum.
Cette forme est de taille voisine de l'Alphanus pini L. qui vit dans nos régions .

## Biologie
« Le g. Aphanus vit dans les régions paléarctique, éthiopienne et orientale ».

### Publication originale
- [1937] Nicolas Théobald, « Les insectes fossiles des terrains oligocènes de France 473 p., 17 fig., 7 cartes,13 tables, 29 planches hors texte », Bulletin Mensuel de la Société des Sciences de Nancy et Mémoires de la Société des sciences de Nancy, Imprimerie G. Thomas,‎ 1937, p. 1-473 (ISSN 1155-1119 et 2263-6439, OCLC 786027547). .